# Рейментаровка
Реймента́ровка (укр. Рейментарівка) — село в Корюковском районе Черниговской области Украины. Население 378 человек. Занимает площадь 0,233 км². 
Территорией села протекает речка Канава, впадающая в реку Убедь.
Код КОАТУУ: 7422487501. Почтовый индекс: 15335. Телефонный код: +380 4657.

## Известные уроженцы
- Ростальный, Александр Афанасьевич (1926—1972) — бригадир горнопроходческой бригады, Герой Социалистического Труда (1960).
- Розстальный, Виталий Григорьевич (1936—2006) — актёр театра и кино, народный артист Украинской ССР (1990).

## Власть
Орган местного самоуправления — Рейментаровский сельский совет. Почтовый адрес: 15335, Черниговская обл., Корюковский р-н, с. Рейментаровка, ул. Шевченко, 6.